# Dionys Mattlin
Dionys Mattlin (* 15. Januar 1640 in Oberriet als Vitalinus Mattlin; † 6. Oktober 1700) war von 1679 bis 1680 Bibliothekar des Klosters St. Gallen.

## Leben und Wirken
Pater Dionys war der Sohn von Jakob Mattli und Anna Enisin (Enis). Der Taufname war 'Uorich' (Ulrich). 1659 ist er im Kloster St. Gallen bezeugt, wo er am 8. Mai 1661 die Profess ablegte. 1663 wurde er Subdiakon, 1664 Diakon. Die Priesterweihe erhielt er am 19. September 1665, die Primiz folgte am 4. Oktober des gleichen Jahres.
Ab 1665 war Pater Dionys zunächst Lehrer für Katechismus, Griechisch und Rhetorik, ab 1672 auch für Philosophie und Theologie. 1674 wurde er von Abt Gallus Alt nach Kempten geschickt, wo er bis 1678 als Gastpater im dortigen Klosterarchiv aushalf. Nach einer kurzen Zeit als Gehilfe des Statthalters in Wil wurde er am 11. Oktober 1679 zum Stiftsbibliothekar ernannt. Bereits 1680 wurde er aber Apostolischer Notar, 1681 Kornherr und Vestiarius. 1684 ist er als Küchenmeister in Wil sowie als Beichtvater in St. Katharina bezeugt. Am 30. Mai 1695 erfolgte die Ernennung zum Statthalter. Er verfasste eine gedruckte sowie mehrere ungedruckte Schriften, in denen er den Gallus-Stoff verarbeitete.